# Rhaconotus canadensis
Rhaconotus canadensis är en stekelart som beskrevs av Marsh 1976. Rhaconotus canadensis ingår i släktet Rhaconotus och familjen bracksteklar. Inga underarter finns listade i Catalogue of Life.